# Phyllachora scutiformis
Phyllachora scutiformis är en svampart som beskrevs av Speg. 1922. Phyllachora scutiformis ingår i släktet Phyllachora och familjen Phyllachoraceae.   Inga underarter finns listade i Catalogue of Life.